# Смерть Америке

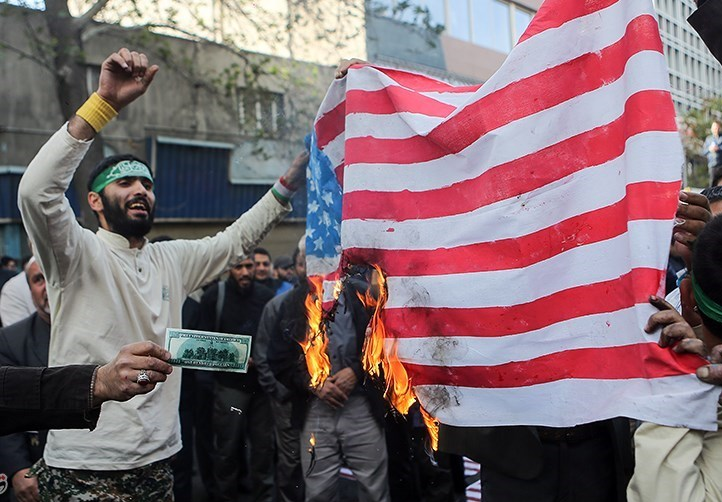
Иранские протестующие сжигают флаг США вместе с фальшивым долларом США в Тегеране, ноябрь 2018 года

«Смерть Америке» — антиамериканский политический лозунг, широко используемый в Иране, Афганистане, Ливане, Йемене, Ираке, и Пакистане. Рухолла Хомейни, первый высший руководитель Ирана, популяризировал этот термин. Он выступал против скандирования по радио и телевидению, но не на протестах и других мероприятиях. Буквальное значение персидской фразы «Marg bar Âmrikâ» — «Смерть Америке». В большинстве официальных иранских переводах эта фраза переводится на английский как менее грубое «Down with America» («Долой Америку»). Лозунг «Смерть Америке» стал использоваться различными антиамериканскими группами и протестующими по всему миру.
Лозунг направлен против правительства США, а не американцев. В своей речи перед студентами университетов Верховный лидер Ирана Али Хаменеи интерпретировал лозунг как «смерть политике США, смерть высокомерию». После встречи с командующими армией и ВВС Хаменеи заявил, что иранский народ не против американского народа, но «Смерть Америке» означает «долой американских лидеров», в частности президента США Дональда Трампа, тогдашнего советника по национальной безопасности Джона Болтона и тогдашнего государственного секретаря Майка Помпео.

## История

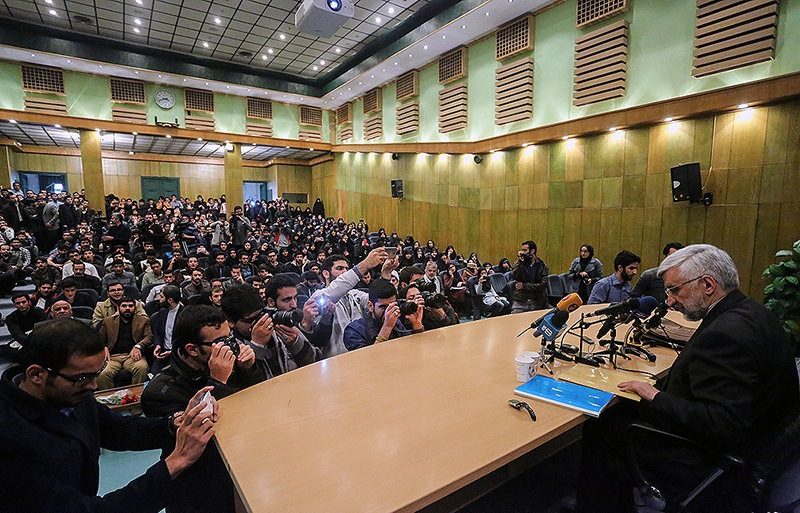
Конференция «Да здравствует смерть Америке», состоявшаяся 3 ноября 2015 года в Тегеранском университете, исследует исторические причины скандирования лозунга

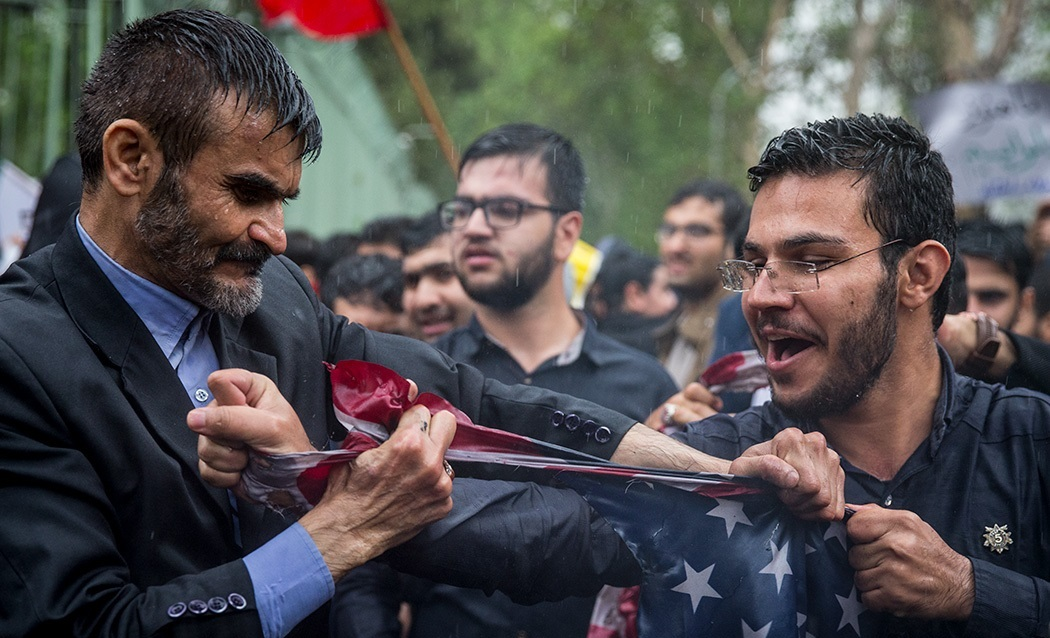
Два протестующих в Иране рвут американский флаг на антиамериканском митинге

После Исламской революции и падения проамериканской династии Пехлеви в начале 1979 года иранские протестующие регулярно скандировали «Смерть Америке» и «Смерть шаху» возле посольства США в Тегеране, в том числе в день захвата посольства 4 ноября 1979 года, что положило начало захвату американских заложников в Иране. На протяжении всего захвата иранцы, окружавшие посольство, скандировали «Смерть Америке» и «Смерть Картеру». Когда 20 января 1981 года Иран всё же освободил оставшихся 52 американских заложника, их провели через строй студентов, выстроившихся параллельными линиями и скандировавших «Смерть Америке», когда они садились в самолёт, который должен был вывезти их из Тегерана. Аналогичный лозунг «Смерть Израилю» (перс. مرگ بر اسرائیل‎) также используется и регулярно скандируется на иранских и пакистанских политических митингах. Это самый известный вариант.
На протяжении всего существования Исламской Республики Иран этот лозунг составлял основу её революционных ценностей. Он регулярно скандируется на пятничных молитвах и других публичных мероприятиях, что часто сопровождается сожжением флага США. Эти мероприятия включают ежегодное празднование 4 ноября захвата посольства США, которое иранские лидеры в 1987 году объявили национальным праздником, названным «Днём смерти Америке». Государственные фрески с лозунгом «Смерть Америке» распространены в иранских городах, особенно в Тегеране. По словам Хашеми Рафсанджани, Хомейни в принципе согласился отказаться от использования лозунга в 1984 году. Заявление Рафсанджани было отвергнуто его противниками из числа сторонников жесткой линии, которые заявили, что «Имам на протяжении всей своей жизни называл Америку „Великим Сатаной“. Он считал, что все проблемы мусульман были вызваны Америкой». Согласно журналу Politico, после терактов 11 сентября Верховный лидер Ирана Али Хаменеи временно «приостановил обычные скандирования „Смерть Америке“ на пятничных молитвах».
29 марта 2013 года во время публичного собрания на площади Ким Ир Сена в Пхеньяне, Северная Корея, в поддержку призыва Ким Чен Ына к оружию, участники скандировали «Смерть американским империалистам».
21 марта 2015 года Хаменеи поддержал и выкрикнул фразу «Смерть Америке», обращаясь к публичному собранию в Иране во время праздника Новруз, персидского Нового года. В заявлении, опубликованном на его веб-сайте 3 ноября 2015 года, Хаменеи сказал: «Само собой разумеется, что лозунг не означает смерть американской нации; этот лозунг означает смерть политике США, смерть высокомерию».
23 июня 2017 года, во время Дня Кудса, протестующие скандировали «Смерть Америке» и «Смерть Израилю». 25 апреля 2018 года Иран объявил, что смайлик «Смерть Америке» будет включен в отечественное приложение для обмена сообщениями. 9 мая 2018 года в иранском парламенте был сожжён американский флаг под скандирование «Смерть Америке» после выхода США из Совместного всеобъемлющего плана действий (ядерной сделки с Ираном) при президенте Дональде Трампе. 4 ноября 2018 года Луис Фаррахан, лидер религиозной группы Нация ислама, возглавил скандирование «Смерть Америке» во время поездки солидарности в Иран, в преддверии санкций, которые, как ожидалось, будут введены администрацией Трампа.
Многие антииранские правительственные протестующие, как в Иране, так и за рубежом, использовали аналогичные фразы для демонстрации против теократического правительства. В этих случаях скандировались такие лозунги, как «Смерть Хаменеи», «Смерть диктатору» и «Смерть Исламской Республике», последними из которых были протесты Махсы Амини, начавшиеся в сентябре 2022 года. Протестующие также отказались топтать гигантские флаги США и Израиля, которые были нарисованы на земле университетов, что было похвалено тогдашним президентом Трампом в 2020 году. На похоронах Касема Сулеймани крик «Смерть Америке» можно было услышать от многих скорбящих в Багдаде, Исламабаде, Карачи и многих других городах.
На митинге Дня Кудса 2024 года в Дирборне, штат Мичиган, некоторые члены толпы скандировали «Смерть Америке» в ответ на антиамериканскую риторику одного из выступавших. Организаторы митинга позднее заявили, что скандирования были «неправильными» и «ошибочными», а мэр Дирборна Абдулла Хаммуд сказал, что скандирования были «неприемлемыми и противоречили духу этого города».

## Использование в арабском мире

Сарха хуситов в Йемене гласит: «Бог Велик. Смерть Америке. Смерть Израилю. Проклятие евреям. Победа исламу»

Сторонники «Хезболлы», шиитской исламской воинствующей группировки, базирующейся в Ливане и тесно связанной с Ираном, регулярно скандируют «Смерть Америке» на уличных демонстрациях. За неделю до вторжения США в Ирак 20 марта 2003 года генеральный секретарь «Хезболлы» Хасан Насралла заявил: «В прошлом, когда морские пехотинцы были в Бейруте, мы кричали: „Смерть Америке!“ Сегодня, когда регион наполняется сотнями тысяч американских солдат, „Смерть Америке!“ была, есть и будет нашим лозунгом». Лозунг хуситов, шиитской повстанческой группировки в Йемене, также поддерживаемой Ираном, звучит как «Бог Велик, Смерть Америке, Смерть Израилю, Проклятие евреям, Победа исламу».

## Интерпретация и значение
Мохаммад Нахавандиан, руководитель аппарата бывшего президента Ирана Хасана Рухани, отмечал:
Если вы спросите любого, кто использует этот лозунг, против чего он выступает, то это вмешательство во внутреннюю политику Ирана путём свержения избранного народом премьер-министра во времена [Мохаммеда] Мосаддыка. Для них то, против чего они выступают, — это такое правительство, которое сбивает самолет, полный невинных пассажиров. Для них это не сам американский народ. Для них это оппозиция такой политике, такому отношению, такому высокомерию. Это не нация. Это система поведения.
Хусейн аль-Хамран, глава отдела внешних сношений «Ансар Аллах» (хуситов), сказал: «Под словами „Смерть Америке“ мы подразумеваем американскую политику, а не американский народ». Али аль-Бухайти, бывший представитель и официальное лицо хуситов в СМИ, сказал: «Мы на самом деле не желаем смерти никому. Лозунг просто направлен против вмешательства этих правительств [то есть США и Израиля]». Рухани также отверг буквальное толкование лозунга, заявив, что он выражает оппозицию навязчивой политике США, а не ненависть к американскому народу.
8 февраля 2019 года Али Хаменеи заявил: «Смерть Америке означает смерть Дональду Трампу, Джону Болтону и Майку Помпео. Мы критикуем американских политиков, которые управляют этой страной. Иранский народ не против американского народа». Путешественник Рик Стивс записал, как таксист в Тегеране восклицает по-английски «Смерть пробкам!», объясняя, что «когда что-то нас расстраивает, и мы ничего не можем с этим поделать, мы так говорим». Стивс сравнивает эту фразу с небуквальным использованием слова damn в американском английском.

### Комментарии
1. ↑  перс. مرگ بر آمریکا‎; араб. الموت لأمريكا‎; урду امریکا مردہ باد‎; пушту مرګ په امریکا‎; кор. 미국에게 죽음을
2. ↑  Хуситы признаны террористической организацией в Израиле, в части Йемена, не находящейся под их контролем, а также в Канаде, Малайзии, ОАЭ, Саудовской Аравии и США.
3. ↑  «Хезболла» признана террористической организацией в Австралии, Австрии, Аргентине, Великобритании, Гватемале, Германии, Гондурасе, Израиле, Канаде, Колумбии, Литве, Нидерландах, Парагвае, Сербии, Словении, США, Чехии, Швейцарии, Эстонии. Военное крыло «Хезболлы» также признано террористической организацией в Европейском союзе, Новой Зеландии, Республике Косово и Франции.